# Demet Akalın
Demet Akalın (née le 23 avril 1972) est une chanteuse turque.

## Biographie
Née le 23 avril 1972, fille de Şenay et Ali Akalın elle finit ses études primaires et secondaires dans sa ville natale, à Gölcük, Kocaeli et sera diplômée du Lycée Barbaros Hayrettin.
Petite, elle rêvait de pouvoir devenir journaliste ou professeur. Elle commence à travailler en tant que mannequin à l'agence de Neşe Erberk après une formation de mannequinat auprès de Yaşar Alptekin, puis sera élue Miss Mayo en 1990.
Elle a joué dans plusieurs films et séries télévisées dans les années 1990[Lesquels ?].
Sa carrière de chanteuse sera lancée dès qu’elle se produit dans des casinos, mais surtout lors de la sortie de son album Sebebim le 13 septembre 1996 sous le label de Elenor Muzik . 
Elle poursuit en l'an 2000 en sortant son album Yalan Sevdan avec le titre Senin Anan Güzel mi? Ce morceau s’enregistrera comme le premier morceau hit de sa carrière. 
Au mois de décembre 2004 elle sort l’album "Banane" et 40.000 exemplaires sont écoulés, notamment avec le titre Aşkın Açamadığı Kapı.
En dévoilant en 2006 l'album "Kusursuz 19", MÜ-YAP lui remettra un titre d'or. elle recevra également le titre de meilleure artiste pop féminine et chanson de l'année lors de la cérémonie de la musique de Kral TV.
Elle restera au sommet du top 100 et ceci 7 semaines d’affilé grâce à sa chanson Afedersin. En 2008, elle vendra 128.000 exemplaires de l'album Dans Et et il sera l'un des plus vendus du marché. Elle méritera également de recevoir une récompense en or de MÜ-YAP. La chanson de sortie Mucize est restée au sommet des listes de billboard pendant 7 semaines. 
Durant l'été 2009 elle publie le single Toz Pembe qui se présentera aussi comme un succès. À la suite de son mariage avec Önder Bekensir en août 2009 elle prépare la sortie de son album Zirve.
Durant l'année de publication de son album Pırlanta (2015) il deviendra l'album le plus vendu du pays[réf. nécessaire].
Depuis 2007, ses disputes orales avec Hande Yener se sont répétées et ont souvent occupés les premières pages des magazines people.  
Après avoir épousé Oguz Kayhan en 2006 et Önder Bekensir en 2010, elle a épousé Okan Kurt en 2012, et leur premier enfant, Hira Kurt est né en 2014. En raison des dettes de la société familiale de Okan Kurt, Martaş Lojistik, le couple a mis fin au processus de saisie dans leur maison à Beykoz, Istanbul, a conclu en 2018 la fin de leur mariage. 

## Carrière cinématographique
- Sibel (1998) - Personnage de Deniz[3]
- Sensiz Olmaz (2000) -
- Avrupa Yakasi (2004-2009)